# Coscinida coreana
Coscinida coreana là một loài nhện trong họ Theridiidae.
Loài này thuộc chi Coscinida. Coscinida coreana được Kap Yong Paik miêu tả năm 1995.